# Konrad Beckhaus
Konrad Friedrich Ludwig Beckhaus (* 18. August 1821 in Lingen (Ems), Königreich Hannover; † 13. August 1890 in Höxter, Provinz Westfalen) war ein deutscher, evangelischer Theologe, Botaniker, Myko-, Bryo- und Lichenologe sowie Lepidopterologe (Schmetterlingskundler).
Beckhaus wurde als Sohn von Friedrich und Elisabeth Beckhaus geboren. Da sich seine Eltern trennten, wuchs er in Bielefeld, der Heimat seiner Mutter auf. Am dortigen Gymnasium machte er 1838 sein Abitur  und studierte zunächst Naturwissenschaften, dann Evangelische Theologie an den Universitäten Halle, Tübingen, sowie der Friedrich-Wilhelms-Universität in Berlin. 1847 wurde er Hilfsprediger und Rektor der Bürgerschule in Höxter, wo er 1851 auch das Amt des Stadtpfarrers in Sankt Kiliani sowie 1857 des Superintendenten für den Kirchenkreis Paderborn übernahm.
Neben seinen beruflichen Verpflichtungen war Beckhaus ein international bekannter Florist und Mykologe. Er galt in seiner Zeit als der beste Kenner der westfälischen Flora, insbesondere der Moose und Pilze. Zudem war er ein profunder Kenner der westfälischen Schmetterlingsfauna.

## Schriften
- (1855): Beiträge zur Kryptogamenflora Westfalens. - Jahresber. Naturhist. Vereins Preuss. Rheinl. 12: 64–78.
- (1859): Nachträge und Bemerkungen zu Karsch, Flora westphal. - Verh. Naturhist. Vereins Preuss. Rheinl. 16: 48–65.
- (1881): Mitteilungen aus dem Provinzial-Herbarium. - Jahres-Ber. Westfäl. Prov.-Vereins Wiss. 9: 104–111.
- (1882a): Repertorium über die phytologische Erforschung der Provinz im Jahr 1881. - Jahres-Ber. Westfäl. Prov.-Vereins Wiss. 10: 93–106.
- (1882b): Mitteilungen aus dem Provinzial-Herbarium. - Jahres-Ber. Westfäl. Prov.-Vereins Wiss. 10: 110–116.
- (1882c): Notizen aus dem Echterling'schen Herbar zu der Ordnung Copositae. - Jahres-Ber. Westfäl. Prov.-Vereins Wiss. 10: 116–117.
- (1883a): Repertorium über die phytologische Erforschung der Provinz im Jahr 1882. - Jahres-Ber. Westfäl. Prov.-Vereins Wiss. 11: 79–87.
- (1883b): Mitteilungen aus dem Provinzial-Herbarium. - Jahres-Ber. Westfäl. Prov.-Vereins Wiss. 10: 88–95.
- (1884a): Repertorium über die phytologische Erforschung der Provinz. - Jahres-Ber. Westfäl. Prov.-Vereins Wiss. 12: 104–111.
- (1884b): Mitteilungen aus dem Provinzial-Herbarium. - Jahres-Ber. Westfäl. Prov.-Vereins Wiss. 12: 111–125.
- (1886a): Mitteilungen aus dem Provinzial-Herbarium. - Jahres-Ber. Westfäl. Prov.-Vereins Wiss. 14: 105–118.
- (1886b): Beiträge zur weiteren Erforschung der Phanerogamen-Flora Westfalens. - Jahres-Ber. Westfäl. Prov.-Vereins Wiss. 14: 119–123.
- (1887): Westfälische Rosen. - Jahres-Ber. Westfäl. Prov.-Vereins Wiss. 15: 114–126.
- (1889): Geographische Übersicht der Flora Westfalens. - Jahres-Ber. Westfäl. Prov.-Vereins Wiss. 17: 120–130.
- (1892): Das Evangelium von der Vergebung der Sünden. Ein Jahrgang Predigten. 547 S. Bertelsmann Gütersloh.
- (1893): Flora von Westfalen. Die in der Provinz von Westfalen wild wachsenden Gefäßpflanzen. – Münster.